# Viberti
La société Officine Viberti est une entreprise de carrosserie industrielle et un constructeur de remorques et de semi-remorques parmi les plus anciennes d'Italie.
La société s'est regroupée en 1996 avec son compatriote Acerbi Rimorchi pour former le principal constructeur italien du secteur, le groupe Acerbi-Viberti SpA. Elle avait abandonné le secteur des autobus pour s'orienter uniquement dans le domaine des transports routiers de marchandises avec une position de leader en Europe dans la construction de semi-remorques et remorques routières. Le 11 février 2010, trois groupes unissent leurs activités : Acerbi-Viberti, le groupe Margaritelli avec sa filiale Officine Cardi et C.L.N. pour former un géant du secteur, le nouveau groupe Compagnia Italiana Rimorchi : C.I.R. S.p.A..

## Histoire

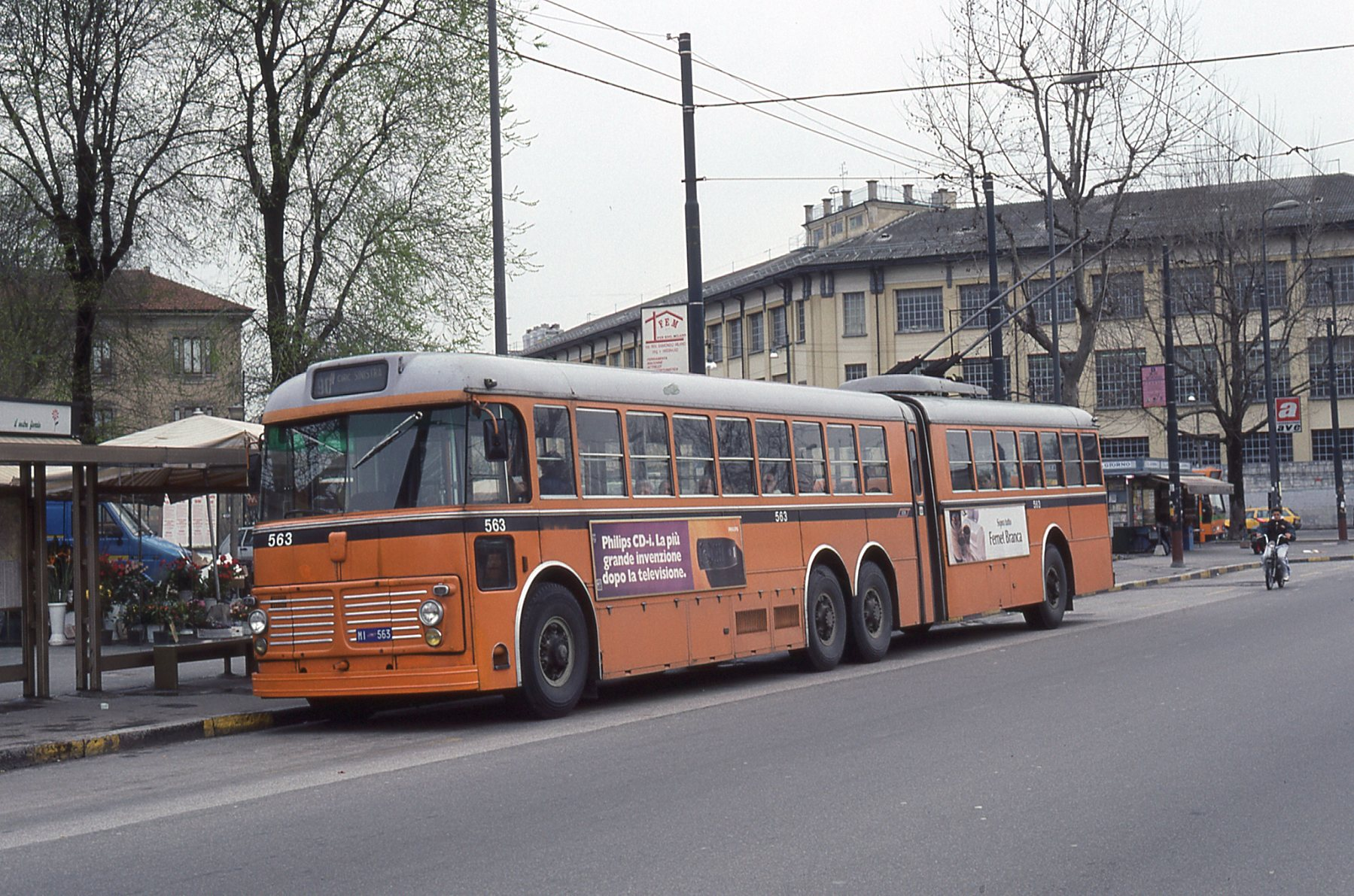
Trolleybus Fiat-Viberti, années 50

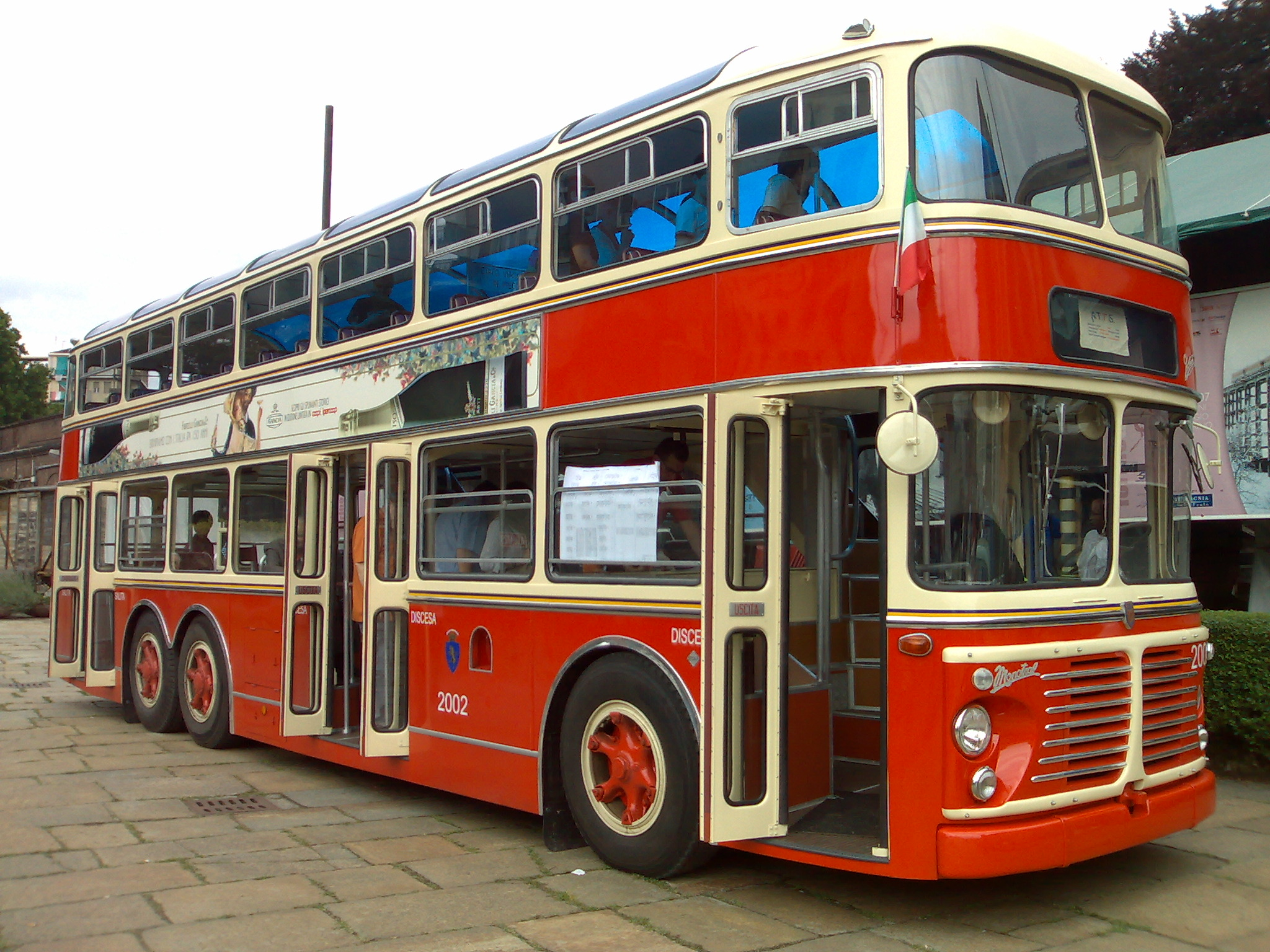
Autobus Fiat Viberti CV61

La société Officine Viberti a été fondée par Candido Viberti en 1922 à Turin. Dès sa création, elle a collaboré avec le groupe FIAT et notamment avec la branche FIAT Véhicules Industriels, pour la fabrication de cabines de camions, de carrosseries d'autobus de tourisme et urbains, de trolleybus et l'adjonction d'essieux directeurs arrière sur les fameux camions italiens, la fabrication de remorques multi essieux et de semi-remorques.
Durant les années 50, la société voulut se diversifier et lança une motocyclette sous la marque Vi-Vi.
Viberti est une entreprise connue en Italie pour ses carrosseries d'autocars de ligne et bus urbains, sur base mécanique FIAT V.I., puis IVECO à partir de 1975. On lui doit notamment les modèles IVECO 316, IVECO Turbocity et les trolleybus FIAT 2472 Viberti. En 1961, à l'occasion de l'exposition internationale "Italia '61", Viberti a construit sur commande de l'ATM - Société de transports en commun de Turin, 12 autobus à 2 étages à 3 essieux.

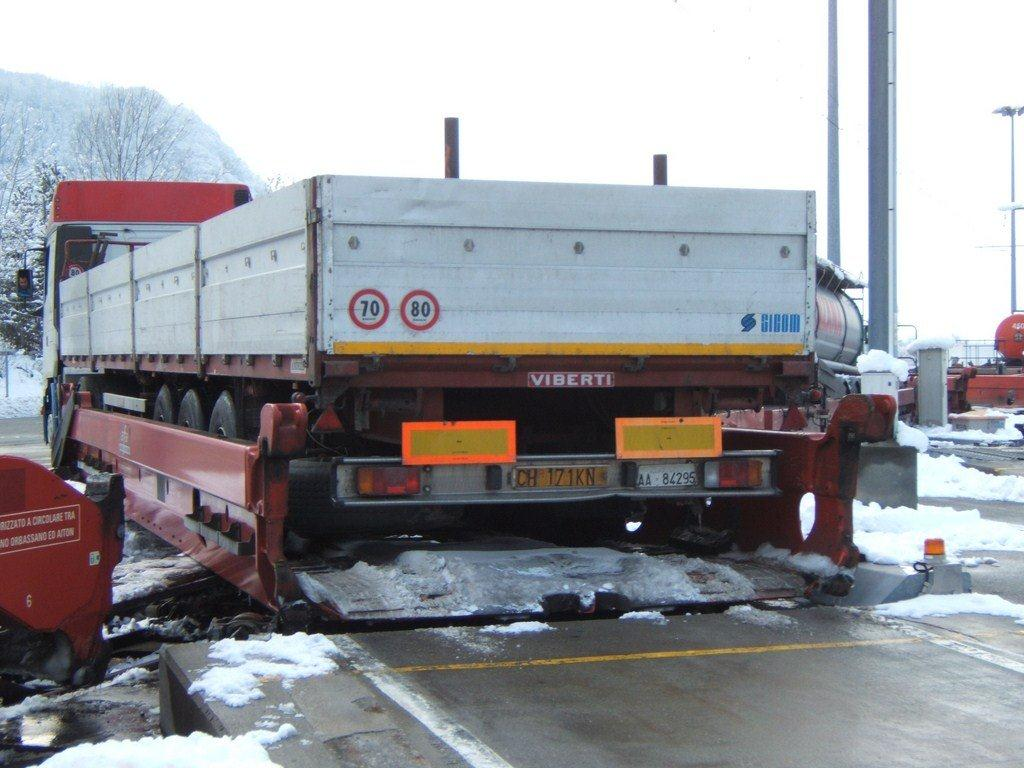
Un semi-remorque Viberti sur wagon d'autoroute ferroviaire

L'entreprise produit historiquement des remorques et semi-remorques, vendues en Italie et à l'exportation.
Actuellement, la société dispose de deux sites de production d'une surface totale de 350 000 m2 dont 100 000 couverts. Le site principal est implanté à Nichelino, près de Turin, le second est situé à Castelnuovo Scrivia près d'Alexandrie.
La société est certifiée ISO 9001 depuis 1995, et a été la première de son secteur à obtenir cette certification.
Elle fait désormais partie, depuis 2010, de la Compagnia Italiana Rimorchi.
En mai 2019, la société Acerbi Rimorchi a été splittée du groupe Acerbi-Viberti, constitué en 1996 et a été cédée au groupe italien de construction de matériels de transport Menci SpA.